# Sbandati
Sbandati è stato un varietà televisivo italiano tratto dal format francese di C8 Touche pas à mon poste! e in onda su Rai 2 a partire dal 4 ottobre 2016 in seconda serata alle 23:40, con la conduzione di Gigi e Ross e di Costantino Della Gherardesca. Gli autori del programma sono Giovanni Filippetto, Antonio Losito, Davide Tappero Merlo.
Definito dal Corriere della Sera un programma che "vive di una ilarità che assale fin dalle prime immagini", "colora d’inquietante perfidia i frammenti presi in esame" e "anche la leggerezza possiede un suo lato feroce", ha totalizzato circa 100 puntate tra seconda serata e access prime time su Rai 2.

## Il programma
Lo show prevede il commento in maniera critica e ironica di conduttori e ospiti presenti in studio del meglio e del peggio di tutti i programmi televisivi nazionali, regionali e stranieri, oltre ai video postati sulla rete. In ogni puntata sono presenti rubriche quali La settimana in tv, Il programma che non puoi perderti, tratto da uno dei tanti programmi in onda sui canali regionali o locali, Il programma della settimana e la Top 8. Ad accompagnare i presentatori vi sono gli opinionisti fissi della trasmissione, che vengono chiamati panelist.
Nella prima edizione gli opinionisti sono: Ildo Damiano, Velia Lalli, Filippo Giardina, Alessandro Di Sarno, Giulia Salemi, Matteo Bordone, Fabio De Vivo, Andrea Panciroli e Costantino della Gherardesca. Proprio quest'ultimo ha sostituito alla conduzione del programma Gigi e Ross nel periodo in cui erano impegnati nel programma Furore. Nella seconda edizione ricoprono il ruolo di panelist: Lory Del Santo, Laura Forgia, Velia Lalli, Andrea Panciroli, Daniela Collu, Giulia Salemi, Saverio Raimondo e Matteo Bordone. Al termine della seconda stagione il programma non è stato rinnovato.

## Edizioni
| Edizioni | Inizio            | Fine           | Puntate | Conduzione  | Conduzione                   |
| -------- | ----------------- | -------------- | ------- | ----------- | ---------------------------- |
| 1ª       | 4 ottobre 2016    | 17 maggio 2017 | 30      | Gigi e Ross | Costantino della Gherardesca |
| 2ª       | 19 settembre 2017 | 1º maggio 2018 | 27      | Gigi e Ross | –                            |

## Puntate

### Prima edizione
| Puntata     | Messa in onda    | Ospite |
| ----------- | ---------------- | --- |
| 1           | 4 ottobre 2016   | Amadeus |
| 2           | 11 ottobre 2016  | Francesco Paolantoni |
| 3           | 18 ottobre 2016  | Giancarlo Magalli |
| 4           | 25 ottobre 2016  | Francesco Facchinetti |
| 5           | 1º novembre 2016 | Rocco Siffredi |
| 6           | 8 novembre 2016  | Gianfranco Vissani |
| 7           | 15 novembre 2016 | TheShow |
| 8           | 22 novembre 2016 | Anna Tatangelo |
| 9           | 29 novembre 2016 | Costantino della Gherardesca |
| 10          | 6 dicembre 2016  | Elisa Di Francisca |
| 11          | 13 dicembre 2016 | |
| 12 - Awards | 20 dicembre 2016 | Luca Sardella, Antonello Colonna, Madame Sisi, Simone Montedoro, Giancarlo Magalli (collegamento telefonico) e Claudia Mercurio |
| 13          | 10 gennaio 2017  | Iva Zanicchi |
| 14          | 17 gennaio 2017  | Ficarra e Picone |
| 15          | 24 gennaio 2017  | Nicola Savino |
| 16          | 31 gennaio 2017  | Alba Parietti, Vira Carbone |
| 17          | 14 febbraio 2017 | Elisabetta Gregoraci, Claudio Lippi                                                                                             |
| 18          | 21 febbraio 2017 | Arturo Brachetti, Greta Mancini                                                                                                 |
| 19          | 28 febbraio 2017 | Valentina Romani, Greta Mancini                                                                                                 |
| 20          | 7 marzo 2017     | Caterina Balivo, I Ditelo voi                                                                                                   |
| 21          | 14 marzo 2017    | Gigi D'Alessio, Anna Falchi |
| 22          | 21 marzo 2017    | Lory Del Santo, Marco Cucolo, Raffaella Fico                                                                                    |
| 23          | 29 marzo 2017    | Melissa Greta Marchetto, Cristiano Malgioglio                                                                                   |
| 24          | 5 aprile 2017    | Barbara Francesca Ovieni, Erjona Sulejmani                                                                                      |
| 25          | 12 aprile 2017   | Barbara Francesca Ovieni, Pasqualina Sanna, Marco Predolin                                                                      |
| 26          | 20 aprile 2017   | Dark Polo Gang |
| 27          | 26 aprile 2017   | Achille Lauro, Lory Del Santo                                                                                                   |
| 28          | 4 maggio 2017    | Ivan Zazzaroni |
| 29          | 10 maggio 2017   | Massimo Bernardini, Monica Setta, Giulia Luzi, Leonardo Fiaschi                                                                 |
| 30          | 17 maggio 2017   | Lando Buzzanca |

### La striscia quotidiana
Dal 21 novembre 2016 al 27 gennaio 2017 il programma è andato in onda anche dal lunedì al venerdì alle ore 21:00 con una striscia di 20 minuti che seguiva il TG2 delle 20:30. Anche in queste puntate, i presentatori sono accompagnati dagli opinionisti fissi della trasmissione originale, i panelist: Ildo Damiano, Filippo Giardina, Alessandro Di Sarno, Giulia Salemi, Fabio De Vivo e Il Pancio. Nella seconda edizione entrano a far parte dei panelist anche i TheShow (Alessio Stigliano e Alessandro Tenace) e Jolanda de Rienzo. Dal cast serale escono Matteo Bordone e Velia Lalli.
| Puntata | Messa in onda    | Ospiti                                                          |
| ------- | ---------------- | --------------------------------------------------------------- |
| 1       | 21 novembre 2016 | Gialappa's Band                                                 |
| 2       | 22 novembre 2016 | Anna Tatangelo                                                  |
| 3       | 23 novembre 2016 | Alessia Ventura                                                 |
| 4       | 24 novembre 2016 | Enrico Lucci                                                    |
| 5       | 25 novembre 2016 | Sergio Assisi                                                   |
| 6       | 28 novembre 2016 |                                                                 |
| 7       | 29 novembre 2016 | Costantino della Gherardesca, Silvia Farina, Marco Lollobrigida |
| 8       | 30 novembre 2016 | Patrizio Rispo                                                  |
| 9       | 1º dicembre 2016 | Nicola Savino                                                   |
| 10      | 2 dicembre 2016  |                                                                 |
| 11      | 2 gennaio 2017   |                                                                 |
| 12      | 3 gennaio 2017   |                                                                 |
| 13      | 4 gennaio 2017   | Roberto Giacobbo                                                |
| 14      | 5 gennaio 2017   | Divino Otelma                                                   |
| 15      | 6 gennaio 2017   | Giovanni Muciaccia                                              |
| 16      | 7 gennaio 2017   |                                                                 |
| 17      | 8 gennaio 2017   |                                                                 |
| 18      | 9 gennaio 2017   | Michele Mirabella                                               |
| 19      | 10 gennaio 2017  |                                                                 |
| 20      | 11 gennaio 2017  |                                                                 |
| 21      | 12 gennaio 2017  |                                                                 |
| 22      | 13 gennaio 2017  | Gennaro Esposito                                                |
| 23      | 16 gennaio 2017  | Claudio Lippi                                                   |
| 24      | 17 gennaio 2017  |                                                                 |
| 25      | 18 gennaio 2017  |                                                                 |
| 26      | 19 gennaio 2017  |                                                                 |
| 27      | 20 gennaio 2017  |                                                                 |
| 28      | 23 gennaio 2017  | Pilar Fogliati                                                  |
| 29      | 24 gennaio 2017  |                                                                 |
| 30      | 25 gennaio 2017  |                                                                 |
| 31      | 26 gennaio 2017  |                                                                 |
| 32      | 27 gennaio 2017  | Jocelyn Hattab                                                  |

### Seconda edizione
| Puntata     | Messa in onda     | Ospiti                                 |
| ----------- | ----------------- | -------------------------------------- |
| 1           | 19 settembre 2017 | Alba Parietti, Laura Forgia            |
| 2           | 26 settembre 2017 | Gué Pequeno, Alda D'Eusanio            |
| 2           | 3 ottobre 2017    | Alessandro Greco                       |
| 3           | 10 ottobre 2017   |                                        |
| 4           | 17 ottobre 2017   |                                        |
| 5           | 24 ottobre 2017   | Divino Otelma                          |
| 6           | 31 ottobre 2017   |                                        |
| 7           | 7 novembre 2017   |                                        |
| 8           | 14 novembre 2017  | Valentina Pegorer, Ema Stokholma       |
| 9           | 28 novembre 2017  | Massimo Boldi, Francesca Chillemi      |
| 10 - Awards | 29 novembre 2017  |                                        |
| 11          | 9 gennaio 2018    | Giorgio Mastrota                       |
| 12          | 16 gennaio 2018   | Costantino della Gherardesca           |
| 13          | 17 gennaio 2018   |                                        |
| 14          | 23 gennaio 2018   | Rosanna Lambertucci                    |
| 15          | 30 gennaio 2018   | Marco Columbro, Micaela Martinis       |
| 16          | 13 febbraio 2018  | Barbara Bouchet, Micaela Martinis      |
| 17          | 20 febbraio 2018  | Lorenzo Baglioni, Arturo Brachetti     |
| 18          | 27 febbraio 2018  | Michele Cucuzza, Costantino Vitagliano |
| 19          | 6 marzo 2018      | Ivan Zazzaroni, Malena Mastromarino    |
| 20          | 13 marzo 2018     | Vladimir Luxuria, Nuzzo e Di Biase     |
| 21          | 20 marzo 2018     | Francesco Montanari                    |
| 22          | 27 marzo 2018     | Carmen Russo                           |
| 23          | 3 aprile 2018     | Salvatore Esposito                     |
| 24          | 10 aprile 2018    | Ensi, Marina La Rosa                   |
| 25          | 17 aprile 2018    | Eleonora Boi, Simona Rolandi           |
| 26          | 24 aprile 2018    | Costantino della Gherardesca           |
| 27          | 1º maggio 2018    |                                        |